# James Troisi
James Troisi (ur. 3 lipca 1988 w Adelaide) – piłkarz australijski grający na pozycji lewego pomocnika. Od 2016 roku jest zawodnikiem klubu Liaoning Whowin.

## Kariera klubowa
Karierę piłkarską Troisi rozpoczął w klubie Birkalla Juniors. Był też zawodnikiem zespołu juniorów Adelaide City, a w 2005 roku wyemigrował do Anglii i podjął treningi w Newcastle United. W 2007 roku awansował do kadry pierwszej drużyny Newcastle, jednak przez cały sezon 2007/2008 nie rozegrał żadnego spotkania w barwach Newcastle.
Latem 2008 roku Troisi podpisał trzyletni kontrakt z tureckim Gençlerbirliği SK. W tureckiej lidze zadebiutował 14 września 2008 roku w wygranym 3:1 domowym spotkaniu z Eskişehirsporem. 25 stycznia 2009 w meczu z Kayserisporem (3:1) strzelił 3 gole. W Gençlerbirliği grał przez sezon i zaliczył 6 trafień.
W lipcu 2009 roku Troisi przeszedł z Gençlerbirliği do Kayserisporu. W nowym zespole po raz pierwszy wystąpił 9 sierpnia 2009 roku w meczu z Gençlerbirliği, w którym padł remis 0:0.
Następnie grał w Atalancie BC i Melbourne Victory. W 2014 przeszedł do SV Zulte Waregem. W 2015 roku odszedł do Ittihad FC, a w 2016 do Liaoning Whowin.
| Sezon   | Klub              | Kraj             | Rozgrywki      | Mecze | Bramki |
| ------- | ----------------- | ---------------- | -------------- | ----- | ------ |
| 2007/08 | Newcastle United  | Anglia           | Premier League | 0     | 0      |
| 2008/09 | Gençlerbirliği SK | Turcja           | Süper Lig      | 29    | 6      |
| 2009/10 | Kayserispor       | Turcja           | Süper Lig      | 24    | 0      |
| 2010/11 | Kayserispor       | Turcja           | Süper Lig      | 14    | 0      |
| 2011/12 | Kayserispor       | Turcja           | Süper Lig      | 27    | 10     |
| 2012/13 | Atalanta BC       | Włochy           | Serie A        | 6     | 0      |
| 2012/13 | Melbourne Victory | Australia        | A-League       | 28    | 12     |
| 2014/15 | SV Zulte Waregem  | Belgia           | Eerste klasse  | 21    | 5      |
| 2015/16 | Ittihad FC        | Arabia Saudyjska | I liga         | 8     | 0      |
| 2016    | Liaoning Whowin   | Chiny            | Super League   |       |        |

## Kariera reprezentacyjna
W 2008 roku Troisi wraz z reprezentacją Australii U-23 wystąpił na Igrzyskach Olimpijskich w Pekinie. W dorosłej reprezentacji zadebiutował 22 marca 2008 w zremisowanym 0:0 towarzyskim spotkaniu z Singapurem.